# Gautxos de Güemes

Estendard de l'Agrupació Tradicionalista de Salta "gautxos de Güemes".

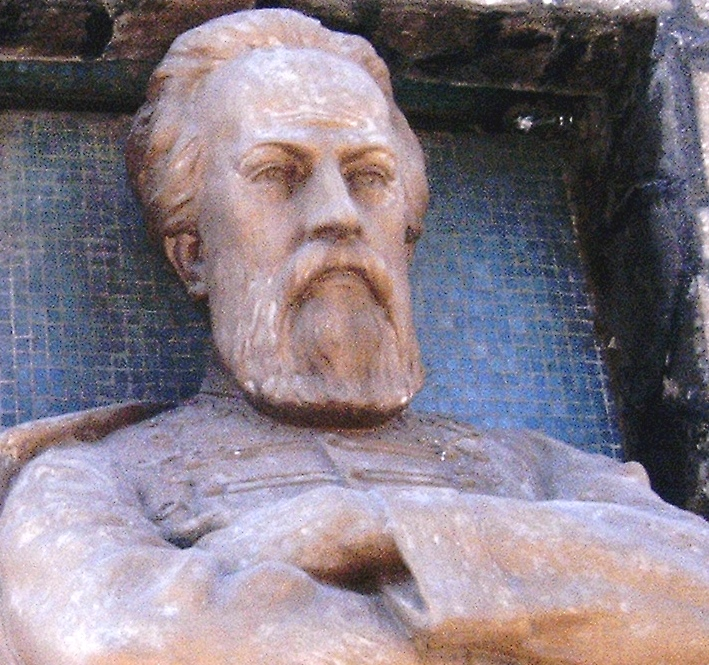
Bust del general Güemes, a la Gendarmeria Nacional, Rosari, de l'escultor Erminio Blotta.

Els Gautxos de Güemes van ser una Milícia nacional o Milícia irregular comandada per Martín Miguel de Güemes, que va complir un destacat paper en la Guerra de la Independència Argentina a la frontera nord-oest del país.
La milícia, organitzada espontàniament per Güemes, va actuar a la regió des de tot just iniciades les hostilitats; Va exercir una Guerra de guerrilles, basada en el seu major coneixement del terreny, la seva excel·lència eqüestre i la flexibilitat, atacant a les tropes reialistes en posicions desavantatjoses i delmant les seves provisions, el seu equip i el seu ramat, també utilitzant tàctiques mai abans vista en l'època, com ara atacs nocturns, i atacs seguit de retirades, per tal d'afeblir les tropes enemigues. D'acord amb José de San Martín, que va informar de la situació al director José Gervasio de Posades, les tropes de Joaquín de la Pezuela van haver de destinar una divisió sencera a intentar pal·liar els danys infligits pels milicians. San Martín els va incorporar a l'Exèrcit dels Andes, donant a Güemes el títol de Comandant General d'Avançades.
Els seus integrants es van reclutar entre els gautxos de la regió. Estava formada íntegrament per cavalleria, emprant les armes de les que es disposava, especialment el matxet -substituïnt al sabre dels exèrcits regulars- i el rifle. Van estar actius des del començament de les hostilitats fins a la mort de Güemes, però intermitentment, tornant a exercir les tasques del camp entre activitats. No vestien d'uniforme, portant com a distintiu un Ponxo Punyir, i protegint-se amb guardamontes de cuir i pètals del mateix material per a les seves muntures. Leopoldo Lugones va donar a anomenar després a aquests combats la Guerra gautxa.
S'organitzaven en esquadrons, dividits al seu torn en companyies, acompanyades cadascuna de cirurgià i capellà castrense. Van actuar conjuntament amb el Regiment de Granaders a cavall General San Martín i amb el Regiment de Caçadors a cavall a la campanya alt-peruana. Després del canvi tàctic que va portar a San Martín a emprendre l'Encreuament dels Andes, s'hi va sumar durant un temps una petita tropa Boliviana dirigida per Juana Azurduy, heroïna de l'alçament de Chuquisaca.
Els comandants de Güemes a la frontera van ser el marquès de Yavi, Juan José Feliciano Alejo Fernández Campero, a càrrec del flanc oriental de la Puna; Francisco Pérez d'Uriondo, a Tarija; Manuel Arias, a Orán; i José María Pérez d'Urdininea en Humahuaca.
A Jujuy el protegien els comandants Bartolomé de la Corte, Domingo Arenas i José de la Quintana.

## Elsgautxosen l'actualitat
Tot i que la milícia es va extingir amb la mort del seu cap, el destacat paper jugat en la guerra va conservar el seu record.
Al 1919, el Cinquè Regiment de Cavalleria de l'Exèrcit Argentí, instal·lat a Salta des del 1886, va adoptar el nom de General Güemes per iniciativa del seu cap, el tinent coronel Osvaldo Amieva. Al 1970 s'autoritzaria l'ús del nom Poncho de Güemes i la resta de la indumentària emprada per les tropes milicianes durant la guerra independentista, tot i que la vestimenta es reserva per a les desfilades en dates commemoratives, especialment l'aniversari de la mort de Güemes. El Cinquè Regiment cobraria trista fama per les seves ferotges accions durant  l'Operatiu Independència, actuant -en violació de les disposicions constitucionals, per disposició del Poder Executiu avalat després pel Congrés Nacional- contra les organitzacions d'Extrema esquerra presents a l'interior de Tucumán.